# 네이버 파파고
네이버 파파고(영어: NAVER Papago, 약칭: 파파고)는 네이버가 무료로 제공하는 기계 번역 서비스이다. 에스페란토에서 앵무새를 뜻하는 단어로부터 명칭이 유래되었다. 참고로, 미국 애리조나주 남부와 멕시코 서북부에 거주하며 피마족(Pima)에 속하는 인디언 부족의 명칭도 '파파고'라고 한다. 에스페란토 번역은 지원하지 않고, NAVER LABS에서 자체 개발한 인공신경망(Artificial Neural Network) 기반 번역 서비스로 현재 사용 가능한 언어는 한국어, 영어, 일본어, 중국어, 프랑스어, 스페인어, 베트남어, 태국어, 인도네시아어, 러시아어, 독일어, 이탈리아어 등이다. 현재 안드로이드, iOS에서 지원을 하고 있으며, PC에서도 사용이 가능하다. 네이버 웨일 브라우저에도 내장되어 있다.

## 주된 기능들
- 1:1 대화 모드 : 대화형 번역으로, 음성 인식을 통하여 번역한다.
- 이미지 번역 : 갤러리에 있는 사진이나, 카메라로 새로 찍은 사진 속에 있는 글자들을 드래그하는 것으로 부분을 지정하여 텍스트로 변환하여 번역한다.

## 특수 기능

### WSD 화면
번역할 문장 속에서 동음이의어가 감지되었을 경우, WSD(Word Sense Disambiguation) 기능을 통해 번역 결과 탭에서 해당되는 단어에 밑줄이 그어진다. 그 단어를 클릭하면, 여러 가지 의미를 간단한 도형으로 표현한 그림이 표시되어, 알맞은 도형을 선택하는 것으로 더 정확하고 올바른 번역 결과를 얻을 수 있다. 이 기능으로, 기계 번역에서의 고질적인 문제인 중의적 단어 처리 문제를 해결할 수 있어보이나, 아직 그 데이터가 부족하여 밑줄이 그어지지 않는 경우도 다수 발생한다.

### 환율 자동 변환
실시간 환율 정보를 이용하여, 통역 결과와 함께 현재 환율도 계산해준다.
그런데 1dollar(영어)를 한국어로 번역하면 1달러라고 뜬다.

### 글로벌 회화
네트워크에 연결되어 있지 않은 상황에서도 사용할 수 있다. 4개 언어 모두 사용할 수 있으며, 상황에 따른 자주 사용되는 필수 문구들의 원문과 읽는 법을 볼 수 있다.

### 즐겨찾기 및 해시태그
자주 사용하는 번역문을 즐겨찾기에 저장할 수 있으며, 해시태그를 통해 상황 및 주제별로 분류할 수 있다.

## API
- 네이버 클라우드 플랫폼 보관됨 2020-02-06 - 웨이백 머신

파파고는 통상적으로 네이버가 직접 제공하는 번역서비스를 일컫지만, 앱 서비스 개발자라면 API 상품으로 이용가능하다. 따로 번역 프로그램을 개발할 필요없이 이 API를 이용해 기술을 빌려서 쓸 수 있다. 해당 API 서비스는 네이버 클라우드 플랫폼에서 이용가능하다. 특이한 점은 요금제가 번역하는 글자단위로 책정된다는 것이다. 즉, 해당 API를 이용해서 번역된 글자가 많을수록 요금도 올라가는 것이다.
높임말 번역이 가능하다. 예컨대 고객이 선택한 높임말 번역 옵션에 따라, "나/저" "너/당신" "~했다/했습니다" 같은 한국어의 반말과 높임말을 구별해서 반영할 수 있다.

## 단점
파파고를 번역하게 되면 기계 번역으로 처리된 과정상 똑바로 번역한 상태가 성공하게 되는 경우도 있으나, 일부 외국어들을 한국어로 번역하거나 특정된 외국어들을 제3의 다른 외국어로 번역하게 되면 기계 번역으로 인해 매끄러운 문장을 표현할 수 없는 경우도 있는 등, 여건이 맞지 않아서 번역하게 되면 기계 번역으로 인해 해당 지식을 읽을 수 없는 등 만만치 않은 부작용이 생긴다. 그 외에도 여러 가지의 각종 오번역들이 난무하게 난립해 있는 문장들이 있기 때문이다. 보기를 들어, 깃허브는 영어로 번역할 경우 Githev라고 뜨거나 혹은 전기허브 역시 an electric door라고 자연적으로 뜨는 사례가 있는 등 시스템에 의해 말썽을 진 사례가 있다. 이와 같이 이런 형태의 어려운 문구들이 무분별하게 일어날 수도 있게 된다.